# Charge of Flowerdew's Squadron
Charge of Flowerdew's Squadron (en français, La charge de l'escadron de Flowerdew) est un tableau peint par Alfred Munnings en 1918. Il est conservé au Musée canadien de la guerre à Ottawa, au Canada.

## Description
Ce tableau, peint à l'huile, représente une charge de l'escadron de cavalerie du lieutenant canadien Gordon Flowerdew (en) lors de la bataille du bois de Moreuil, en France, pendant la Première Guerre mondiale.